# Mobile Mini
Mobile Mini est une entreprise américaine de matériels de stockage portable pour petite entreprise, fondée en 1983 à Tempe, en Arizona.
Le titre est coté NASDAQ avec le code MINI.

## Produits
La société fabrique, loue, vend et transporte des conteneurs en acier, qui serviront à stocker des objets ou à faire office de bureaux (de chantier par exemple). L'entreprise Mobile Mini possède environ 235 000 de ces installations.
Elle dispose de 136 agences de location aux États-Unis, au Canada, au Royaume-Uni et aux Pays-Bas. Ses revenus sont de 370 millions de dollars en 2009, et de 580 millions de dollars en 2010. La compagnie a connu une très forte hausse de croissance dans les années 2000, grâce notamment à une politique mercatique agressive, à une clientèle diversifiée et à la variété de conteneurs disponibles.

## Histoire
Mobile Mini Storage Systems a été fondé en 1983 par Richard Bunger Evans, plus connu sous le nom de Richard Bunger. En 1986, la société commence à élargir son influence le long de la côte Ouest des États-Unis. Au début des années 1990, elle lance la production de conteneurs avec un nouveau système de verrouillage « Bi-Cam », qui assure une meilleure sécurité.
Dans les années 2000, l'entreprise lance le système de verrouillage « Tri-Cam ». Elle rachète National Storage Containers pour 25 millions de dollars et la branche de location de conteneurs de la côte Est de General Electric (GE). En 2004, elle acquiert la société britannique Royal Wolf.
En 2008, Mobile Mini fusionne avec The Mobile Storage Group.